# Nakhon Sawan FC
Der Nakhon Sawan Football Club (thailändisch สโมสรฟุตบอลนครสวรรค์) ist ein thailändischer Fußballverein aus Nakhon Sawan. Der Verein spielt in der Northern Region der Thailand Semi-Pro League.

## Vereinsgeschichte
Gegründet wurde der Verein 1999. Ab 2000 spielte der Verein in der Thailand Provincial League. Dabei gelang ihm der Gewinn der Meisterschaft 2001 und 2003. Jedoch hatten die Meisterschaften keinen großen Wert, da der Meister dieser Liga nicht als offizieller Meister Thailands anerkannt wurde. Nach der Eingliederung der Provincial League im Jahr 2007, in das Ligensystem des Thailändischen Fußballverbandes, spielte der Verein in der Thailand Division 1 League. Erreichte der Klub im ersten Jahr noch Platz 7 in der Gruppe, stand man mit Platz 15 ein Jahr später auf einem Abstiegsplatz. Da sich der Thai Premier League Absteiger FC Bangkok Bank vom Spielbetrieb abmeldete, entschied der Verband, Play-Offs um den freien Platz auszuspielen. Daran beteiligt waren alle vier Abstiegsplätze der zweiten Liga. Nakhon Sawan konnte das Finale der Play-offs erreichen, verlor aber mit 4:0 gegen den FC Thai Honda. Somit wäre die Mannschaft dennoch abgestiegen. Da sich aber der Aufsteiger der dritten Liga, das Army Welfair Department, zurückzog, durfte der Klub letzten Endes doch in der zweiten Liga verbleiben.

## Vereinserfolge
- Thailand Provincial League: 2001, 2003

## Stadion

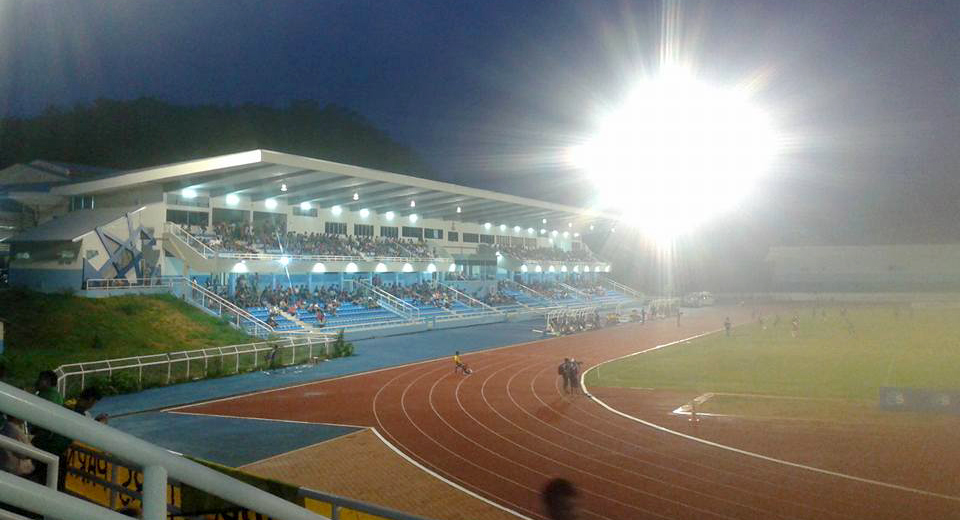
Nakhon Sawan Province Stadion

Seine Heimspiele trägt der Verein im Nakhon Sawan Province Stadium (Thai: สนามกีฬาจังหวัดนครสวรรค์) aus. Das Mehrzweckstadion hat ein Fassungsvermögen von 15.000 Zuschauern.

### Spielstätten seit 2007
| Saison       | Stadion                            | Standort                           | Kapazität | Eigentümer                                          | Koordinaten                      |
| ------------ | ---------------------------------- | ---------------------------------- | --------- | --------------------------------------------------- | -------------------------------- |
| 2007 – 2008  | Nakhon Sawan Province Stadium      | Nakhon Sawan, Provinz Nakhon Sawan | 15.000    | Nakhon Sawan Provincial Administrative Organization | 15° 42′ 36,2″ N, 100° 6′ 24,4″ O |
| 2009         | Nakhon Sawan Sports School Stadium | Nakhon Sawan, Provinz Nakhon Sawan | 5000      | Nakhon Sawan Sports School                          | 15° 44′ 31,8″ N, 100° 7′ 55,6″ O |
| 2010 – 2014  | Nakhon Sawan Province Stadium      | Nakhon Sawan, Provinz Nakhon Sawan | 15.000    | Nakhon Sawan Provincial Administrative Organization | 15° 42′ 36,2″ N, 100° 6′ 24,4″ O |
| 2015         | Nakhon Sawan Sports School Stadium | Nakhon Sawan, Provinz Nakhon Sawan | 5000      | Nakhon Sawan Sports School                          | 15° 44′ 31,8″ N, 100° 7′ 55,6″ O |
| 2016 - heute | Nakhon Sawan Province Stadium      | Nakhon Sawan, Provinz Nakhon Sawan | 15.000    | Nakhon Sawan Provincial Administrative Organization | 15° 42′ 36,2″ N, 100° 6′ 24,4″ O |

## Ehemalige Spieler
- Sanor Longsawang
- Chatchai Budprom
- Wattana Playnum
- Arnon Buspha
- Chotipat Poomkeaw

## Saisonplatzierung
| Saison  | Liga                                                     | Liga                                                     | Liga                                                     | Liga                                                     | Liga                                                     | Liga                                                     | Liga                                                     | Liga                                                     | Liga                                                     | Pokal                                                    | Pokal                                                    | Pokal |
| Saison  | Liga                                                     | Level                                                    | Spiele                                                   | S                                                        | U                                                        | N                                                        | Tore                                                     | Punkte                                                   | Position                                                 | FA Cup                                                   | League Cup                                               |       |
| ------- | -------------------------------------------------------- | -------------------------------------------------------- | -------------------------------------------------------- | -------------------------------------------------------- | -------------------------------------------------------- | -------------------------------------------------------- | -------------------------------------------------------- | -------------------------------------------------------- | -------------------------------------------------------- | -------------------------------------------------------- | -------------------------------------------------------- | ----- |
| 1999/00 | Thailand Provincial League                               |                                                          | 22                                                       | 11                                                       | 4                                                        | 7                                                        | 34:23                                                    | 37                                                       | 5.                                                       | –                                                        | –                                                        |       |
| 2000/01 | Thailand Provincial League                               |                                                          | 22                                                       | 14                                                       | 5                                                        | 3                                                        | 46:17                                                    | 47                                                       | 1.                                                       | –                                                        | –                                                        |       |
| 2002    | Thailand Provincial League                               |                                                          | 10                                                       | 6 5                                                      | 2 1                                                      | 2 4                                                      | 12:8 15:19                                               | 20 16                                                    | 1. (Gruppe A) 3. (Meisterrunde)                          | –                                                        | –                                                        |       |
| 2003    | Thailand Provincial League                               |                                                          | 22                                                       | 13                                                       | 7                                                        | 2                                                        | 37:16                                                    | 16                                                       | 1.                                                       | –                                                        | –                                                        |       |
| 2004    | Thailand Provincial League                               |                                                          | 18                                                       | 10                                                       | 5                                                        | 3                                                        | 34:20                                                    | 35                                                       | 2.                                                       | –                                                        | –                                                        |       |
| 2005    | Thailand Provincial League                               |                                                          | 22                                                       | 10                                                       | 8                                                        | 4                                                        | 33:18                                                    | 38                                                       | 4.                                                       | –                                                        | –                                                        |       |
| 2006    | Thailand Provincial League                               |                                                          | 30                                                       | 14                                                       | 9                                                        | 7                                                        |                                                          | 51                                                       | 4.                                                       | –                                                        | –                                                        |       |
| 2007    | Thai Premier League Division 1                           | 2                                                        | 22                                                       | 6                                                        | 11                                                       | 5                                                        | 26:30                                                    | 29                                                       | 7.                                                       | –                                                        | –                                                        |       |
| 2008    | Thai Premier League Division 1                           | 2                                                        | 30                                                       | 5                                                        | 8                                                        | 17                                                       | 26:47                                                    | 23                                                       | 15.                                                      | –                                                        | –                                                        |       |
| 2009    | Thai Premier League Division 1                           | 2                                                        | 30                                                       | 1                                                        | 6                                                        | 23                                                       | 34:122                                                   | 9                                                        | 16. ▼                                                    | –                                                        | –                                                        |       |
| 2010    | Regional League Division 2 – North                       | 3                                                        | 30                                                       | 13                                                       | 7                                                        | 10                                                       | 46:31                                                    | 6.                                                       | –                                                        | –                                                        |                                                          |       |
| 2011    | Regional League Division 2 – North                       | 3                                                        | 30                                                       | 13                                                       | 7                                                        | 10                                                       | 36:46                                                    | 46                                                       | 5.                                                       | –                                                        | –                                                        |       |
| 2012    | Regional League Division 2 – North                       | 3                                                        | 34                                                       | 21                                                       | 6                                                        | 7                                                        | 58:28                                                    | 69                                                       | 4.                                                       | –                                                        | –                                                        |       |
| 2013    | Regional League Division 2 – North                       | 3                                                        | 30                                                       | 13                                                       | 10                                                       | 7                                                        | 37:32                                                    | 49                                                       | 6.                                                       | –                                                        | –                                                        |       |
| 2014    | Regional League Division 2 – North                       | 3                                                        | 26                                                       | 11                                                       | 7                                                        | 8                                                        | 41:30                                                    | 40                                                       | 7.                                                       | –                                                        | –                                                        |       |
| 2015    | Regional League Division 2 – North                       | 3                                                        | 26                                                       | 4                                                        | 5                                                        | 17                                                       | 27:47                                                    | 17                                                       | 13.                                                      | –                                                        | 1. Qualifikationsrunde                                   |       |
| 2016    | Regional League Division 2 – Central                     | 3                                                        | 20                                                       | 5                                                        | 9                                                        | 6                                                        | 16:21                                                    | 24                                                       | 6.                                                       | –                                                        | 1. Runde                                                 |       |
| 2017    | Thai League 4 – North                                    | 4                                                        | 24                                                       | 7                                                        | 4                                                        | 13                                                       | 29:36                                                    | 26                                                       | 6.                                                       | –                                                        | 1. Qualifikationsrunde                                   |       |
| 2018    | Thai League 4 – North                                    | 4                                                        | 18                                                       | 4                                                        | 2                                                        | 12                                                       | 15:28                                                    | 14                                                       | 6. ▼                                                     | –                                                        | 2. Qualifikationsrunde                                   |       |
| 2019    | Thailand Amateur League                                  | 5                                                        |                                                          |                                                          |                                                          |                                                          |                                                          |                                                          | .                                                        | –                                                        | –                                                        |       |
| 2020    | Keine Austragung wegen der COVID-19-Pandemie in Thailand | Keine Austragung wegen der COVID-19-Pandemie in Thailand | Keine Austragung wegen der COVID-19-Pandemie in Thailand | Keine Austragung wegen der COVID-19-Pandemie in Thailand | Keine Austragung wegen der COVID-19-Pandemie in Thailand | Keine Austragung wegen der COVID-19-Pandemie in Thailand | Keine Austragung wegen der COVID-19-Pandemie in Thailand | Keine Austragung wegen der COVID-19-Pandemie in Thailand | Keine Austragung wegen der COVID-19-Pandemie in Thailand | Keine Austragung wegen der COVID-19-Pandemie in Thailand | Keine Austragung wegen der COVID-19-Pandemie in Thailand |       |
| 2021    | Keine Austragung wegen der COVID-19-Pandemie in Thailand | Keine Austragung wegen der COVID-19-Pandemie in Thailand | Keine Austragung wegen der COVID-19-Pandemie in Thailand | Keine Austragung wegen der COVID-19-Pandemie in Thailand | Keine Austragung wegen der COVID-19-Pandemie in Thailand | Keine Austragung wegen der COVID-19-Pandemie in Thailand | Keine Austragung wegen der COVID-19-Pandemie in Thailand | Keine Austragung wegen der COVID-19-Pandemie in Thailand | Keine Austragung wegen der COVID-19-Pandemie in Thailand | Keine Austragung wegen der COVID-19-Pandemie in Thailand | Keine Austragung wegen der COVID-19-Pandemie in Thailand |       |
| 2022    | Thailand Amateur League                                  | 5                                                        |                                                          |                                                          |                                                          |                                                          |                                                          |                                                          | .                                                        | –                                                        | –                                                        |       |
| 2023    | Thailand Semi-Pro League – North                         | 4                                                        | 8                                                        | 3                                                        | 3                                                        | 2                                                        | 21:15                                                    | 12                                                       | 3.                                                       | –                                                        | –                                                        |       |
| 2024    | Thailand Semi-Pro League – North                         | 4                                                        | 6                                                        | 0                                                        | 3                                                        | 3                                                        | 2:8                                                      | 3                                                        | 7.                                                       | –                                                        | –                                                        |       |

## Beste Torschützen seit 2017
| Saison | Name             | Tore |
| ------ | ---------------- | ---- |
| 2017   | Authen Lekrat    | 11   |
| 2018   | Jirawat Janphong | 4    |
| 2019   |                  |      |